# Jazz Alive! A Night at the Half Note
Jazz Alive!A Night at The Half Note è un album live di Zoot Sims, pubblicato dalla United Artists Records nel 1959. Il disco fu registrato dal vivo al' The Half Note di New York City, New York (Stati Uniti) nelle date indicate nella lista tracce.

## Tracce
Lato A
1. Lover Come Back to me – 9:15 (Oscar Hammerstein II, Sigmund Romberg) – Registrato il 6 febbraio 1959
2. If Had to Be You – 10:25 (Gus Kahn, Isham Jones) – Registrato il 6 febbraio 1959

Lato B
1. Wee Dot – 9:20 (J.J. Johnson) – Registrato il 7 febbraio 1959
2. After You've Gone – 11:30 (Henry Creamer, Turner Layton) – Registrato il 7 febbraio 1959

## Musicisti
- Zoot Sims - sassofono tenore
- Al Cohn - sassofono tenore
- Phil Woods - sassofono alto (brani: B1 e B2)
- Mosé Allison - pianoforte
- Knobby Totah - contrabbasso
- Paul Motian - batteria[3]